# 5 juillet 1956
Le jeudi 5 juillet 1956 est le 187e jour de l'année 1956.

## Naissances
- Ali Marie Matheson, productrice et scénariste américaine
- Catherine Poujol, historienne française
- Fabienne Serrat, skieuse française
- Gaétan Barrette, personnalité politique canadienne
- George Cumby, joueur de football américain
- Horacio Cartes, entrepreneur et homme d'État paraguayen
- James Lofton, joueur américain de football américain
- Louis Herthum, acteur américain
- Michel Hannequart, cruciverbiste canadien
- Norman LeBlanc, réalisateur canadien
- Péter Eckstein-Kovács, homme politique roumain
- Terry Chimes, batteur britannique
- Velimir Petković, handballeur et entraîneur de handball germano-bosnien

## Décès
- Brahim Roudani (né en 1907), commerçant et résistant marocain au colonialisme français
- Pius Michaud (né le 28 août 1870), avocat et homme politique canadien

## Événements
- 1re cérémonie des David di Donatello
- Début du Tour de France 1956